# Ray Kassar
Raymond E. Kassar (2 de janeiro de 1928 - 10 de dezembro de 2017) foi presidente e mais tarde CEO da Atari Inc. de 1978 a 1983.
Ray Kassar foi contratado em fevereiro de 1978 como presidente da divisão do consumidor da Atari Inc. pela Warner Communications, que na época era dona da Atari. Em julho de 1983, Kassar foi forçado a sair da Atari Inc. devido a diversas alegações de atividade ilegal de insider trading.
Com a renúncia de Ray Kassar, James J. Morgan, antigamente da Philip Morris, o substituiu como CEO da Atari Inc. em setembro de 1983.
Foi colecionador e investidor privado.